# Ärtemarks distrikt
Ärtemarks distrikt är ett distrikt i Bengtsfors kommun och Västra Götalands län. 
Distriktet ligger nordväst om Bengtsfors. 

## Tidigare administrativ tillhörighet
Distriktet inrättades 2016 och utgörs av området som Bengtsfors köping omfattade till 1971 samt Ärtemarks socken.
Området motsvarar den omfattning Ärtemarks församling hade vid årsskiftet 1999/2000.